# Lanuvia luteovittata
Lanuvia luteovittata är en insektsart som beskrevs av Ronald Gordon Fennah 1950. Lanuvia luteovittata ingår i släktet Lanuvia och familjen vedstritar. Inga underarter finns listade i Catalogue of Life.